# 韩庄
韩庄（1912年—1991年），男，安徽宿县人，中华人民共和国军事人物，中国人民解放军少将，曾任广州军区炮兵司令员。